# Pfarrhof (Buchbach)
Pfarrhof ist ein Gemeindeteil der Gemeinde Buchbach im oberbayerischen Landkreis Mühldorf am Inn.

## Lage
Die Einöde Pfarrhof liegt einen Kilometer südöstlich vom Buchbacher Marktplatz auf der Gemarkung Buchbach am Pfarrergraben, der mehrere Weiher speist und dann in den Walkersaicher Mühlbach mündet.

## Geschichte
Buchbach wird im Jahre 788 erstmals im Güterverzeichnis des Erzbischofs Arno von Salzburg erwähnt. Um das Jahr 928 kam der ganze Ort durch Tausch mit dem Edlen Lamperth an das Erzstift. Der Pfarrhof wurde an der Stelle errichtet, wo wohl zuvor das Schloss der Adeligen von Buchbach (Puchpäkh, Puechpöckh) gestanden hatte.
Der Buchbacher Pfarrhof gehörte seit dem 15. Jahrhundert zu der ehemals dem Salzburger Bistum gehörenden Pfarrei. In der Erzdiözese Salzburg war es üblich, dass die Pfarrhöfe im Mittelpunkt der Pfarrei und nicht direkt neben der Kirche errichtet wurden.
Der Ort Pfarrhof gehörte zur Gemeinde Walkersaich und wurde am 1. Januar 1972 im Zuge der Gebietsreform in Bayern nach Buchbach umgegliedert.

## Gebäude

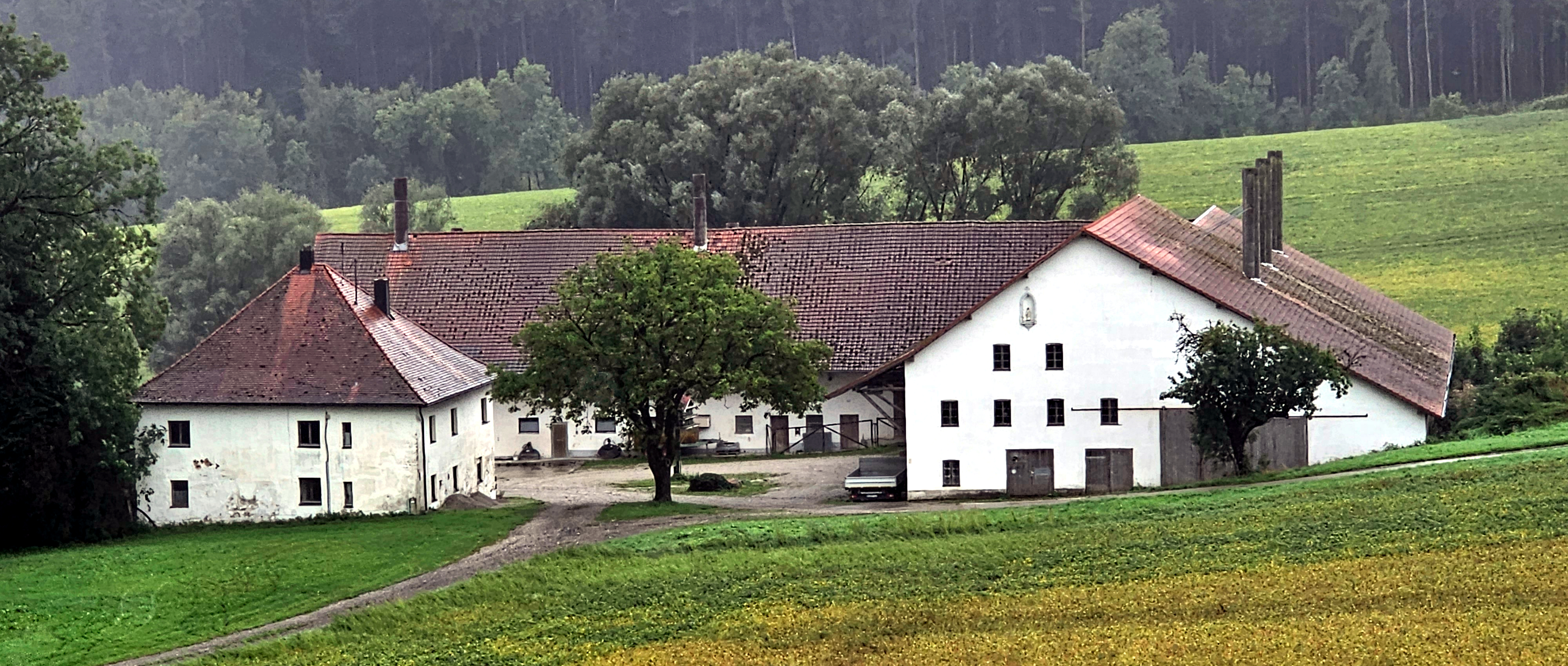
Der Pfarrhof von Nordnordwest, 2023

Das Priesterhaus wurde 1767 als barocker zweigeschossiger Bau mit Pyramidendach errichtet. Es steht unter Denkmalschutz und in der Liste der Baudenkmäler in Buchbach aufgeführt.
Ursprünglich stand unmittelbar nördlich des Priesterhauses das sogenannte Kooperatorenhaus für den seelsorgerischen Betreuer der umliegenden Filialkirchen. Es war ein kleinerer Barockbau mit Pyramidendach aus dem 18. Jahrhundert und wurde in den 2010er Jahren abgerissen. Heute sind keine Rückstände des Baus mehr sichtbar.
Neben dem Kooperatorenhaus stand auch eine 1970 wegen Baufälligkeit abgerissene, etwa zehn Meter lange Pfarrhof-Kapelle. Sowohl die Kooperatorenhäuser als auch die Pfarrhof-Kapellen waren typisch für Ökonomie-Pfarrhöfe der Erzdiözese Salzburg.

## Bevölkerungsentwicklung
Um 1871 gab es in Pfarrhof zwölf Einwohner. Im Mai 1987 lebten dort sechs Einwohner in zwei Wohngebäuden.
| Jahr      | 1871 | 1925 | 1950 | 1970 | 1987 |
| Einwohner | 12   | 10   | 7    | 6    | 6    |